# Asplundia albicarpa
Asplundia albicarpa là một loài thực vật có hoa trong họ Cyclanthaceae. Loài này được Hammel mô tả khoa học đầu tiên năm 2003.